# Kanton Bénévent-l’Abbaye
Der Kanton Bénévent-l’Abbaye war bis 2015 ein französischer Wahlkreis in der ehemaligen Region Limousin. Er lag im Arrondissement Guéret und im Département Creuse. Sein Hauptort war Bénévent-l’Abbaye.
Der Kanton war 191,42 km² groß und hattw 3495 Einwohner.

## Gemeinden
| Gemeinde              | Einwohner | Code postal | Code Insee |
| --------------------- | --------- | ----------- | ---------- |
| Arrènes               | 244       | 23210       | 23006      |
| Augères               | 146       | 23210       | 23010      |
| Aulon                 | 176       | 23210       | 23011      |
| Azat-Châtenet         | 133       | 23210       | 23014      |
| Bénévent-l’Abbaye     | 824       | 23210       | 23021      |
| Ceyroux               | 107       | 23210       | 23042      |
| Châtelus-le-Marcheix  | 356       | 23430       | 23056      |
| Marsac                | 727       | 23210       | 23124      |
| Mourioux-Vieilleville | 569       | 23210       | 23137      |
| Saint-Goussaud        | 213       | 23430       | 23200      |